# Pygoscelis
Pygoscelis is een geslacht van de orde der pinguïns. Het geslacht omvat drie levende en drie uitgestorven soorten.

## Soorten
- Pygoscelis adeliae – Adeliepinguïn
- Pygoscelis antarcticus – Stormbandpinguïn
- Pygoscelis papua – Ezelspinguïn

### Uitgestorven
- † Pygoscelis calderensis
- † Pygoscelis grandis
- † Pygoscelis tyreei